# Pemba (wyspa)

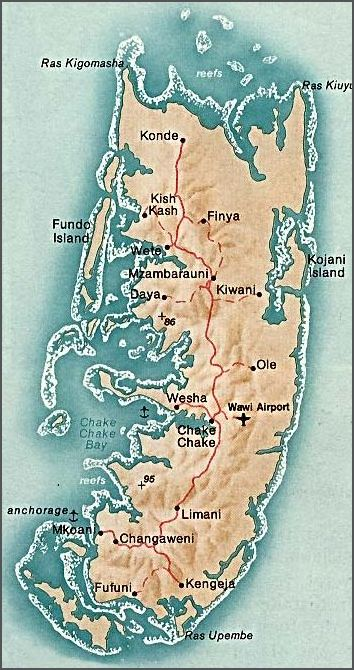
Mapa wyspy Pemba

Pemba – wyspa koralowa na Oceanie Indyjskim, u wschodnich wybrzeży Afryki, w Tanzanii (region autonomiczny Zanzibar). 
Leży ok. 50 km na północ od wyspy Zanzibar i 50 km na wschód od stałego lądu. Powierzchnia 984 km², ok. 265 tys. mieszk. (1988). Główne miasto Chake Chake.
W 1964 wraz z sąsiednim Zanzibarem utworzyła Ludową Republikę Zanzibaru i Pemby.